# Gominjak
Koordinati:   43°43′30″N, 15°24′27″E
Gominjak je nenaseljen otoček v Kornatih. Otoček leži okoli 0,4 km južno od Lunge. Površina meri 0,244 km², obala je dolga 3,03 km. Najvišji vrh je visok 63 mnm.